# 第一次里昂公會議
第一次里昂公會議（Lyons I）是天主教會第十三次的大公會議，1245年在法國里昂召開。
第一次里昂公會議由教宗依諾增爵四世主持。依諾增爵四世被揚言攻打羅馬的神聖羅馬帝國皇帝腓特烈二世威脅，在1244年12月2日抵達里昂，並於隔年年初召集教會主教開會。大約250名主教回應了這次召集，包括拉丁禮君士坦丁堡宗、拉丁禮安提阿宗主教與阿奎萊亞（威尼斯）及140名主教。拉丁皇帝鮑德溫二世、圖盧茲伯爵雷蒙德七世與普羅旺斯伯爵雷蒙·貝朗熱四世都有參加。當時羅馬處於皇帝腓特烈二世的圍困下，教宗召開會議而將皇帝絕罰及廢位，以及葡萄牙國王桑喬二世。會議同時指示了新的一次十字軍東征（見第七次十字軍東征），這次是由法國國王路易九世所帶領，以收回聖地為目標。
會議於1245年6月28日開始。唱完了《求造物主聖神降臨》古聖歌之後，依諾增爵四世談及教會五傷並以自己的五悲做比較：（1）聖職者及信徒的守貧的操性、（2）佔領聖地的撒拉森人的傲慢、（3）東西教會大分裂、（4）匈牙利韃靼人的殘酷和（5）皇帝腓特烈對教會的迫害。
同年7月5日的第二會期中，泰亞諾-卡爾維教區主教與一名西班牙主教抨擊了皇帝的作為。在7月17日的下一個會期中，依諾增爵四世宣判腓特烈逐出教會。該絕罰令有150名主教簽署，且道明會與方濟各會負責將其公開。然而，依諾增爵四世沒有任何實施該法令的實質手段。
第一次里昂公會議頒布了以下幾項純粹的紀律措施：
- 熙篤會有義務繳交十一奉獻
- 批准了古蘭格蒙泰（英语：Grandmontines）的規則
- 決定了耶穌降生的八日節慶的制度
- 規定樞機必須穿戴紅帽
- 編製了《三八憲法》，之後被教宗博義八世放進他的教令中。其中最重要的是，為了解放聖地，下令徵收每位采邑薪俸的二十分之一，持續三年

## 外部連結
- Catholic Encyclopedia: Lyon, First Council （页面存档备份，存于）
- First Council of Lyon （页面存档备份，存于）